# Boubín
Boubín (1362 m n. m.) (německy Kubani, Kubany) je hora v Boubínské hornatině, pátý nejvyšší vrchol české části Šumavy a třetí nejvyšší v Jihočeském kraji. Je 16. nejvyšší horou ležící uvnitř území Česka (tj. mimo státní hranici) a nejvyšší takovou horou na Šumavě a v Jihočeském kraji. Nachází se 3,5 km východně od Kubovy Hutě, vrcholová část náleží katastrálnímu území Včelná pod Boubínem, části obce Buk (okres Prachatice). Oblý masív Boubína tvoří spolu s ostře tvarovaným Bobíkem (1265 m n. m.) charakteristickou siluetu Šumavy viditelnou i ze značně vzdálených míst. Masiv Boubína je tvořen především horninami moldanubika – migmatity a pararulami. Boubín patří k českým horám či vrchům, které pro svou dominantní polohu v krajině odedávna poutaly pozornost obyvatel širokého okolí, a byly proto obestřeny nejrůznějšími mýty a pověstmi a zejména za rozmachu národního obrození v 19. století se staly památnými horami.

## Název
České jméno hory (ve tvaru Bubyn) je doloženo v latinské listině z roku 1398 a znamenalo Búbův (Boubův) vrch. Německé obyvatelstvo nazývalo horu Kuboberg (poprvé doloženo v roce 1728) podle osady Kubohütten (Kubova Huť) založené v 16. století. V 19. století byl německý název uměle pozměněn na Kubany ve smyslu hora Kubanova.

## Historie
Stáří Boubínského pralesa se odhaduje na 12 000 let a v minulosti měl prales i hora mnohá využití. V 19. století se Boubín používal především ke splavování dřeva a vedly tudy pašerácké stezky. V roce 1833 byla pro umožnění plavby dřeva z boubínských lesů do sklárny v Lenoře vybudována na jižním svahu Boubína (2 km od vrcholu, v nadmořské výšce 925 m) splavovací nádrž na Kaplickém potoce zvaná Boubínské jezírko. Svému účelu sloužilo ještě v roce 1957. Hlavní zásluhu na vyhlášení Boubínského pralesa rezervací v roce 1858 měl schwarzenberský lesmistr Josef John, na jehož počest byl na Srním vrchu (1 km západně od vrcholu Boubína, v nadmořské výšce 1296 m) postaven pomník Johnův kámen označující trojmezí tří bývalých polesí – Zátoň, Kubova Huť a Včelná.

## Rozhledna

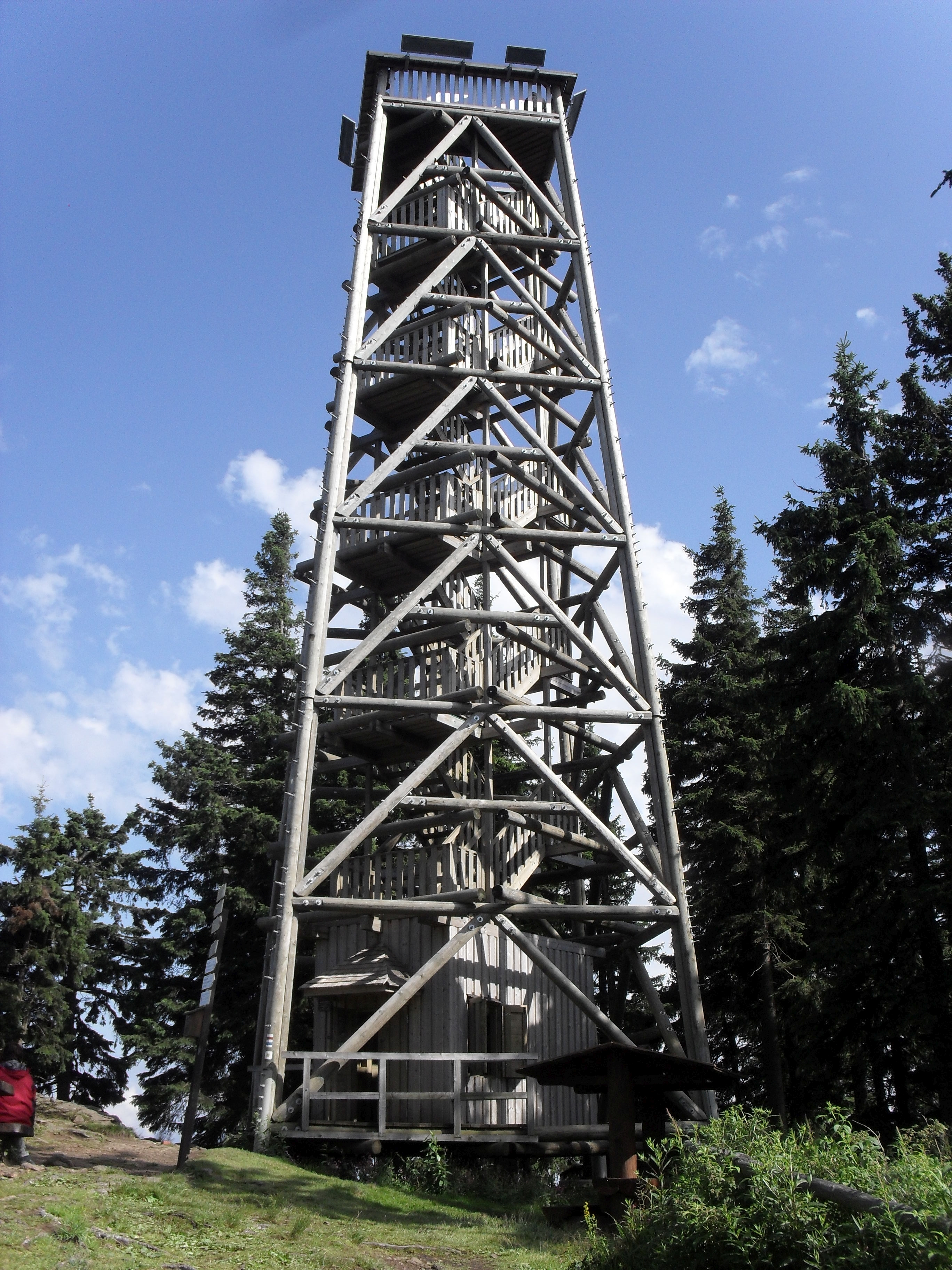
Rozhledna na Boubíně.

Od listopadu 2004 je na vrcholu znovu vybudovaná dřevěná rozhledna, 21 m vysoká, nabízející znamenitý rozhled na celé panorama Šumavy  a  Šumavského podhůří (Libín, Kleť, Chlum, Bobík, Smrčina, Plechý, Stožec, Třístoličník, Luzný, Černá hora, Poledník, Křemenná) na jedné straně a do nitra Čech (Vimperk, Brdy, JE Temelín, Hluboká nad Vltavou) na straně druhé. Za dobré viditelnosti lze spatřit Alpy, zejména nejbližší Severní vápencové Alpy (např. charakteristické trojvrší Dachstein, či ze severu velmi špičatě se jevící Watzmann). Jedná se o druhou nejvýše položenou rozhlednu v Česku a nejvýše položenou rozhlednu v Jihočeském kraji.
Po dřevěném schodišti (109 schodů) umístěném v ose věže se turista dostane až na ochoz, umístěný v sedmém nadzemním podlaží. Věž je v základně široká 7 × 7 m a ve vrcholové části se zužuje na šířku 4 × 4 m. Rozhledna je volně přístupná. Stavba rozhledny započala v červenci 2004, stála celkově asi 3 miliony korun a byla provedena firmou SMP Construction. Podle podmínek stavebního povolení nesměla být použita při stavbě žádná těžká technika, takže 60 tun stavebního materiálu bylo postupně dopraveno na vrchol Boubína ručně, lanovkou nebo koňmi. Rozhledna byla slavnostně otevřena v květnu 2005.

## Drobné stavby

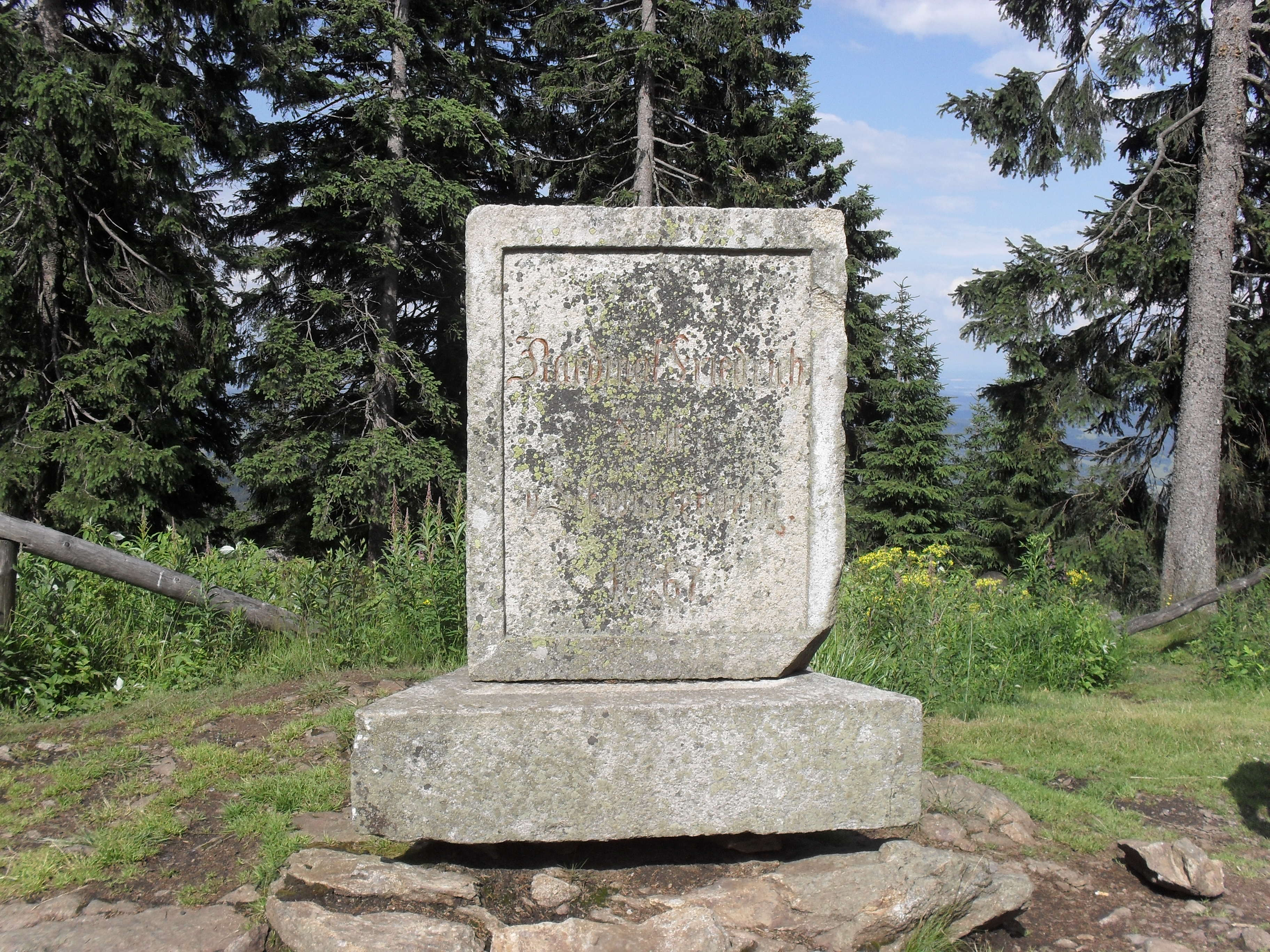
Pamětní žulový obelisk.

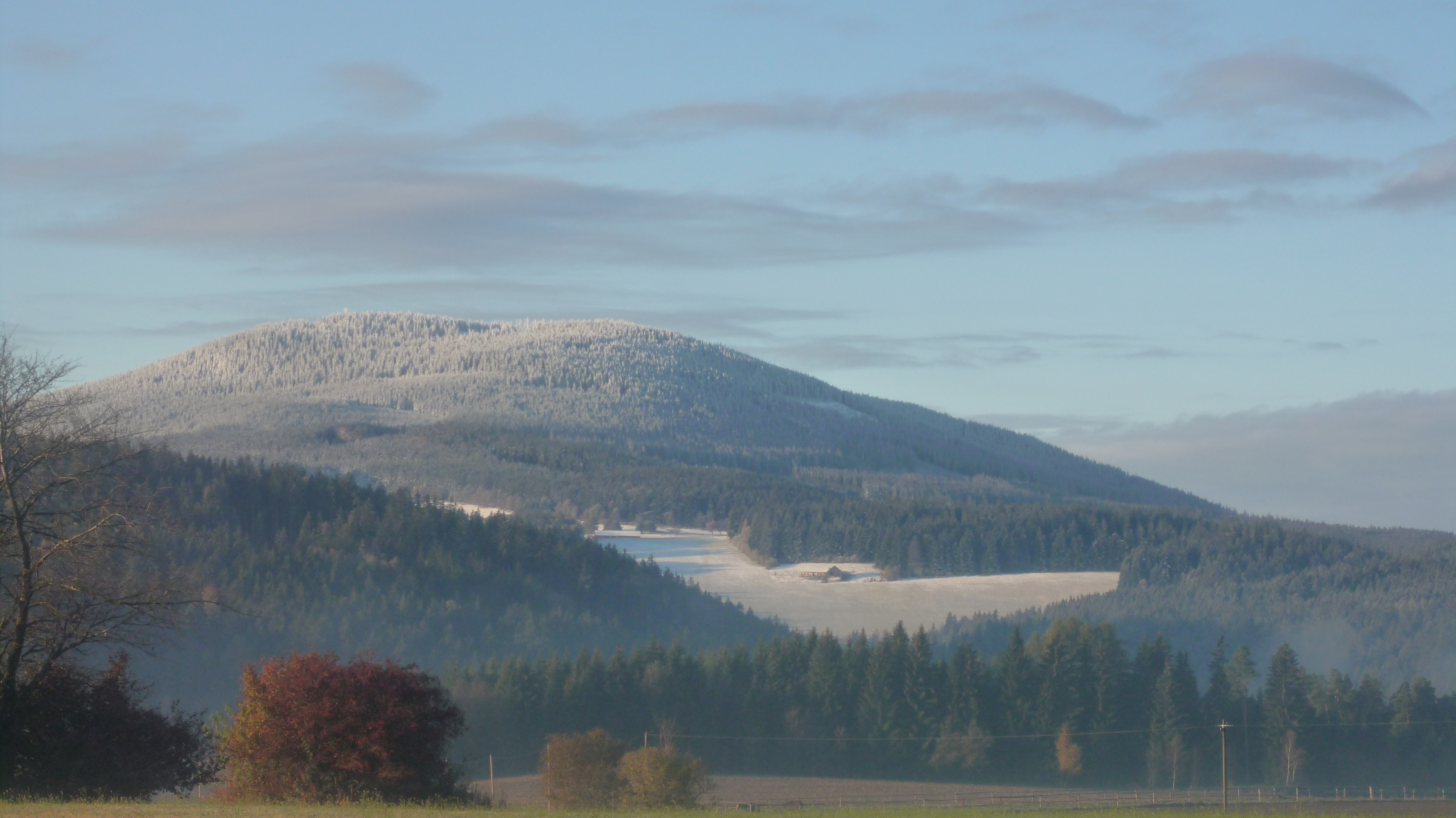
Boubín

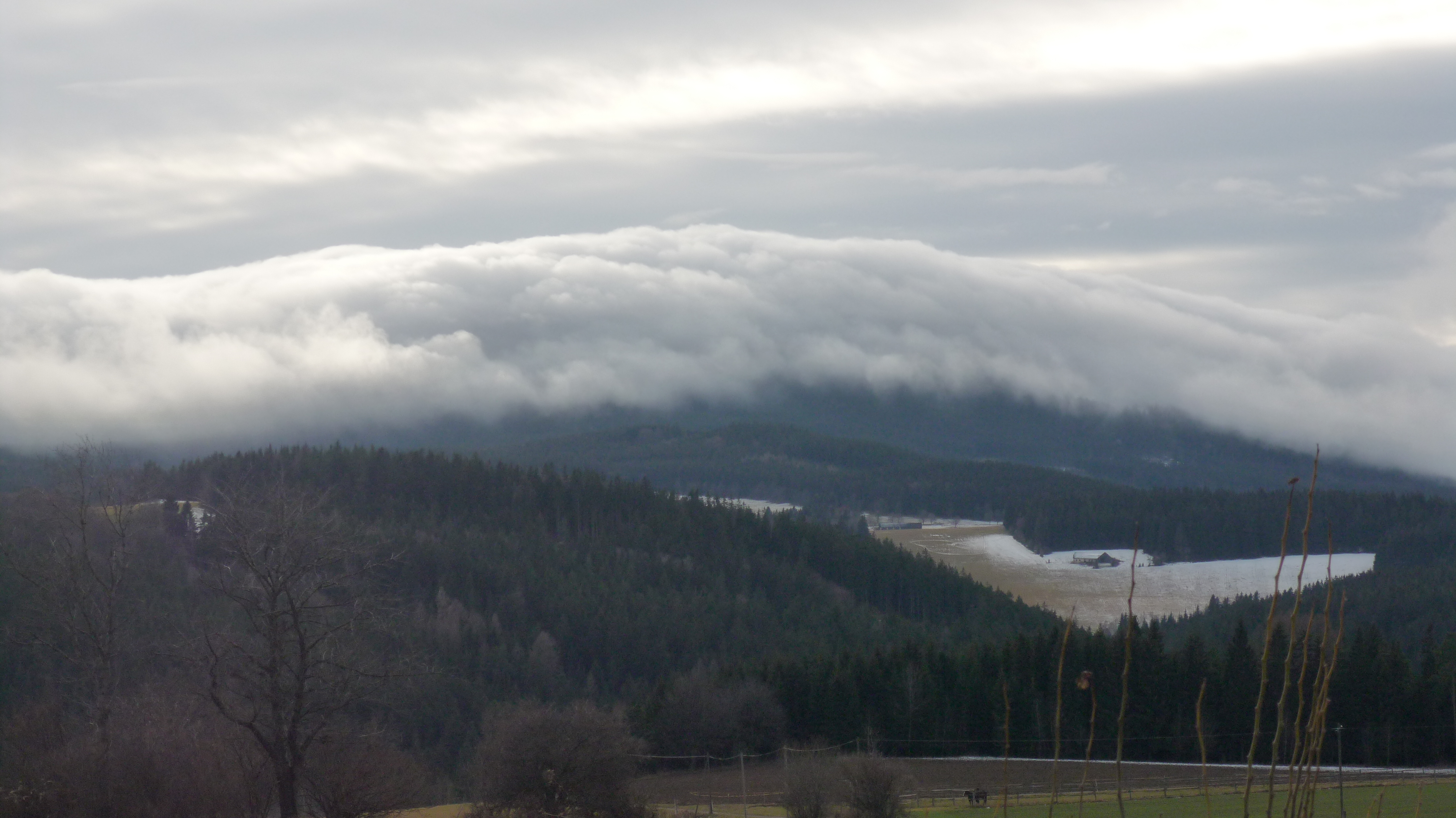
Boubín v mlze

Na vrcholové plošině je umístěn chráněný trigonometrický bod I. řádu a pamětní žulový obelisk s nápisem Kardinal Friedrich Fürst von Schwarzenberg 3. 8. 1867 připomínající návštěvu tehdejšího pražského arcibiskupa.
Asi 1,2 km jihovýchodně od vrcholu, v nadmořské výšce 1135 m se na Lukenské cestě nalézá místo zvané Křížová smrč. Je to kamenný pomníček připomínající strom Křížový smrk, který zde stával až do roku 1895 (byl 395 let starý a vysoký 57,72 m). Trojhranný kamenný sloup, stojící na jeho místě, rovněž připomíná hraniční bod, kde se stýkají bývalé polesí včelenské, zátoňské a mlynařovické.

## Přístup

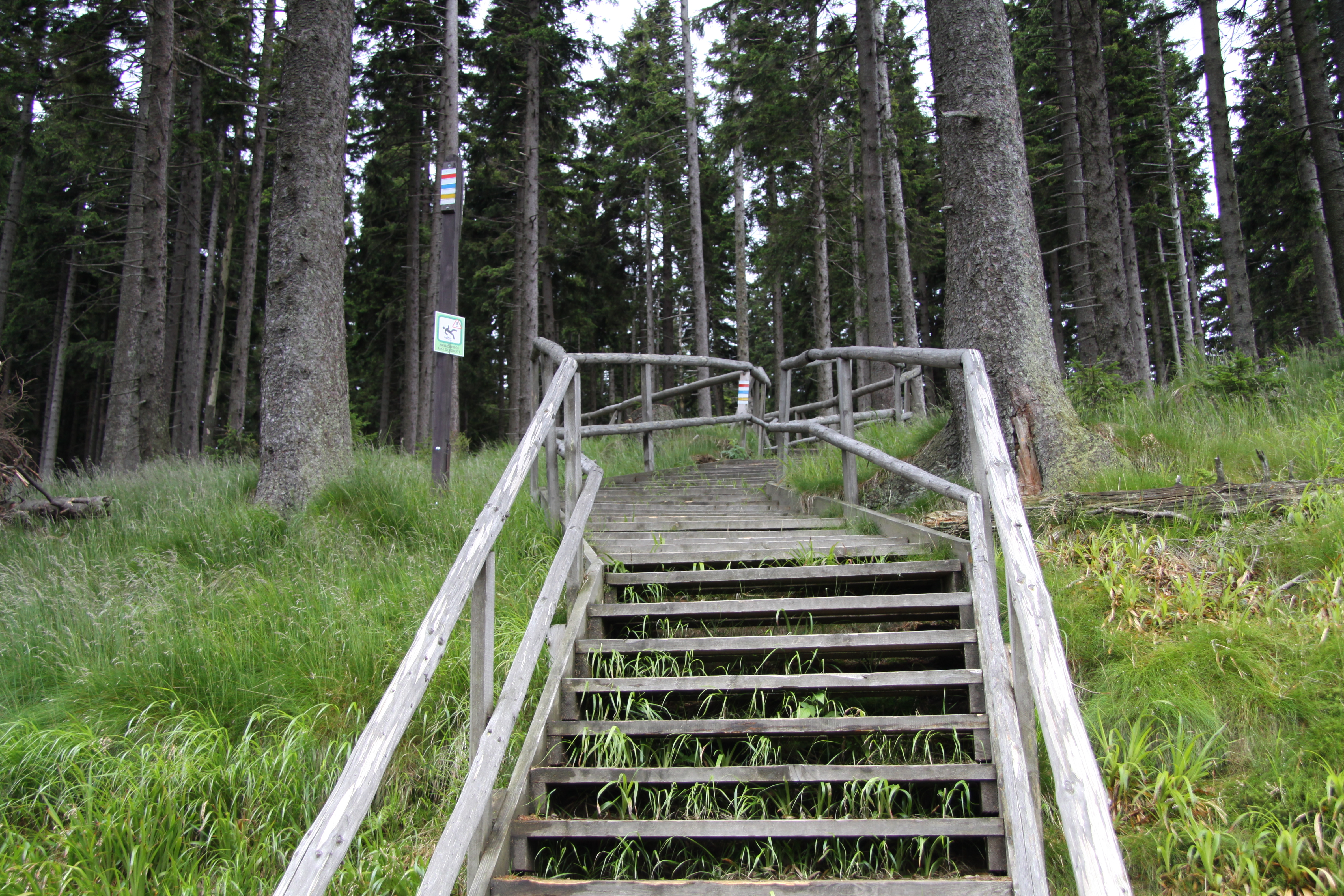
Dřevěný chodník vedoucí od roku 2006 na vrchol Boubínu

Boubín je přístupný z několika směrů. Nejkratší cesta (5 km) na vrchol vede z Kubovy Huti po modré značce. Na Boubín vede též červená značka z Vimperka, žlutá značka ze Šumavských Hoštic přes Včelnou pod Boubínem, červená značka z Volar a modrá značka z Lenory přes Zátoň. V reakci na otevření rozhledny Správa NP a CHKO Šumava dočasně uzavřela v první polovině roku 2005 přístupové cesty na vrchol Boubína až na jedinou provizorní trasu. V srpnu 2005 byla znovuotevřena cesta v úseku rozcestí Na křížkách – vrchol Boubína, po které vedou společně červená značka z Volar a modrá z Lenory. Nadále zůstaly uzavřeny závěrečné úseky zbývajících tří turistických stezek. Modrá značka z Kubovy Hutě odbočuje pod Johnovým kamenem na náhradní zeleně značenou trasu, která vede po lesní cestě a napojují se na ní i stezky z Vimperka a Šumavských Hoštic. V roce 2006 byl závěr výstupové cesty na Boubín přeměněn na dřevěný chodník se zábradlím.